# Břeclav
Břeclav (în germană Lundenburg) este un oraș din regiunea Moravia de Sud (estul Cehiei), la granița cu Austria. Are o populație de 24.544 de locuitori.